# Лохид, Питер
Э́дгар Пи́тер Ло́хид (англ. Edgar Peter Lougheed; 26 июля 1928, Калгари, Альберта — 13 сентября 2012) — канадский адвокат, политик и игрок Канадской футбольной лиги. С 1971 по 1985 — премьер-министр Альберты.

## Биография
Питер Лохид окончил Центральный колледж в Калгари, затем поступил в Университет Альберты, который окончил со степенью бакалавра искусств и бакалавра права в 1952 году. В 1952 году Лохид женился на Жанне Роджерс, с которой познакомился во время учёбы. Вскоре после свадьбы супруги отправились в Массачусетс, где Питер Лохид поступил в Гарвардский университет. Там он получил степень магистра делового администрирования в 1954 году.
С 1971 по 1985 год Лохид являлся премьер-министром Альберты, избравшись как член Прогрессивно-консервативной партии Альберты. В 2012 году журнал Policy Options назвал Питера Лохида одним из лучших премьер-министров за предыдущие четыре десятилетия, по версии "30 историков, политологов, экономистов, журналистов и политических советников Канады". 
С 1996 по 2002 год Питер Лохид занимал пост ректора в Университете Куинс в Кингстоне.
Питер Лохид умер 13 сентября 2012 года в возрасте 84 лет. Премьер-министр Канады Стивен Харпер охарактеризовал его как "одного из самых выдающихся канадцев своего поколения".

## Награды и признание
- 2001 — введён в Канадский зал медицинской славы[англ.][6]